# Marvin Ducksch
Marvin Ducksch (phát âm tiếng Đức: [ˈmaːʁvɪn dʊkʃ]; sinh ngày 7 tháng 3 năm 1994) là một cầu thủ bóng đá người Đức thi đấu ở vị trí tiền đạo cho câu lạc bộ Werder Bremen.